# Palmczyk rafiowy
Palmczyk rafiowy (Epixerus ebii) – gatunek ssaka z rodziny wiewiórkowatych (Sciuridae). Jedyny przedstawiciel rodzaju palmczyk (Epixerus).

## Średnie wymiary
- Długość ciała - 25-30 cm
- Długość ogona - 28-30 cm

## Występowanie
Występuje w gęstych lasach w pobliżu bagien w Ghanie i Sierra Leone.

## Tryb życia
Palmczyk rafiowy jest jednym z najrzadszych gatunków gryzoni. Zamieszkiwane przez nią środowisko naturalne jest niszczone wskutek wyrębu lasów oraz osuszania bagien. Na szczęście wiewiórka ta często żyje na terenach trudno dostępnych dla człowieka, przynajmniej w niektórych częściach areału jej występowania. Być może umożliwi to zbadanie jej obecnego statusu, dotychczas w gruncie rzeczy nieznanego i podjęcie skutecznych metod ochrony tego gatunku. T. ebii żywi się prawdopodobnie owocami rafii, być może także innymi rodzajami pokarmu.